# Alloiodoris
Alloiodoris es un género de moluscos nudibranquios de la familia Discodorididae.

## Diversidad
El género  Alloiodoris  incluye un total de 2 especies descritas:
- Alloiodoris lanuginata  (Abraham, 1877)
- Alloiodoris marmorata  Bergh, 1904

Especies cuyo nombre ha dejado de ser aceptado por sinonimia:
- Alloiodoris hedleyi O'Donoghue, 1924: aceptado como Sebadoris fragilis (Alder & Hancock, 1864)
- Alloiodoris nivosus Burn, 1958: aceptado como Paradoris dubia (Bergh, 1904)